# Kabilas (Nuwakot)
Kabilas (nep. कविलास) – gaun wikas samiti w środkowej części Nepalu w strefie Bagmati w dystrykcie Nuwakot. Według nepalskiego spisu powszechnego z 2001 roku liczył on 856 gospodarstw domowych i 4923 mieszkańców (2429 kobiet i 2494 mężczyzn).